# Mirobisium patagonicum
Espèce
Synonymes
- Gymnobisium chilense Beier, 1964

Mirobisium patagonicum est une espèce de pseudoscorpions de la famille des Gymnobisiidae.

## Distribution
Cette espèce se rencontre en Argentine et au Chili.

## Étymologie
Son nom d'espèce lui a été donné en référence au lieu de sa découverte, la Patagonie.

## Publication originale
- Beier, 1964 : The zoological results of Gy. Topal's collectings in South Argentina. 15. Pseudoscorpionidea. Annales Historico Naturales Musei Nationalis Hungarici, vol. 56, p. 487-500.